# 13 Brygada Piechoty (UHA)
13 Brygada Piechoty – brygada piechoty Armii Halickiej.
Została sformowana w okręgu Buczacz. Jej dowódcą był kpt. Teofil Hałewycz.